# Emmanuel Benner
Emmanuel Benner (n. 28 martie 1836, Mulhouse, Franța – d. 24 septembrie 1896, Nantes, Franța) a fost un pictor și desenator academic francez. Fiu al pictorului Jean Benner-Fries⁠(d), a fost fratele geamăn al lui Jean Benner⁠(d), și unchiul pictorului Emmanuel Michel Benner, fiul lui Jean. La fel ca fratele său geamăn, el a fost portretizat de colegul alsacian, Jean-Jacques Henner⁠(d).

## Biografie
Emmanuel Benner a studiat sub îndrumarea tatălui său și a lui Jean-Jacques Eck (1812–1887) la Școala de desen industrial (école de dessin industriel) din Mulhouse, apoi la Paris cu Henner și cu Léon Bonnat. A început să expună picturi la Salon de Paris și va face acest lucru în mod regulat până la moartea sa. Gemenii Benner au colaborat, de asemenea, în calitate de designeri cu celălalt compatriot alsacian, ceramistul și olarul Théodore Deck. Stilurile lor fiind foarte asemănătoare, au lucrat ocazional împreună la un tablou, cum ar fi Allégorie de l’Exposition Universelle de Paris en 1878, plin de femei frumoase, unul dintre subiectele lor preferate.
Benner este înmormântat la Paris împreună cu fratele și nepotul său în mormântul familiei din cimitirul Père Lachaise.

## Colecții
Lucrările lui Benner se află în colecțiile permanente ale Muzeului Victoria și Albert, Muzeul de Arte Frumoase de Mulhouse, Muzeul de Artă Walters, Muzeul de Artă Modernă și Contemporană din Strasbourg, Muzeul Unterlinden, Muzeul d'Orsay.

## Galerie

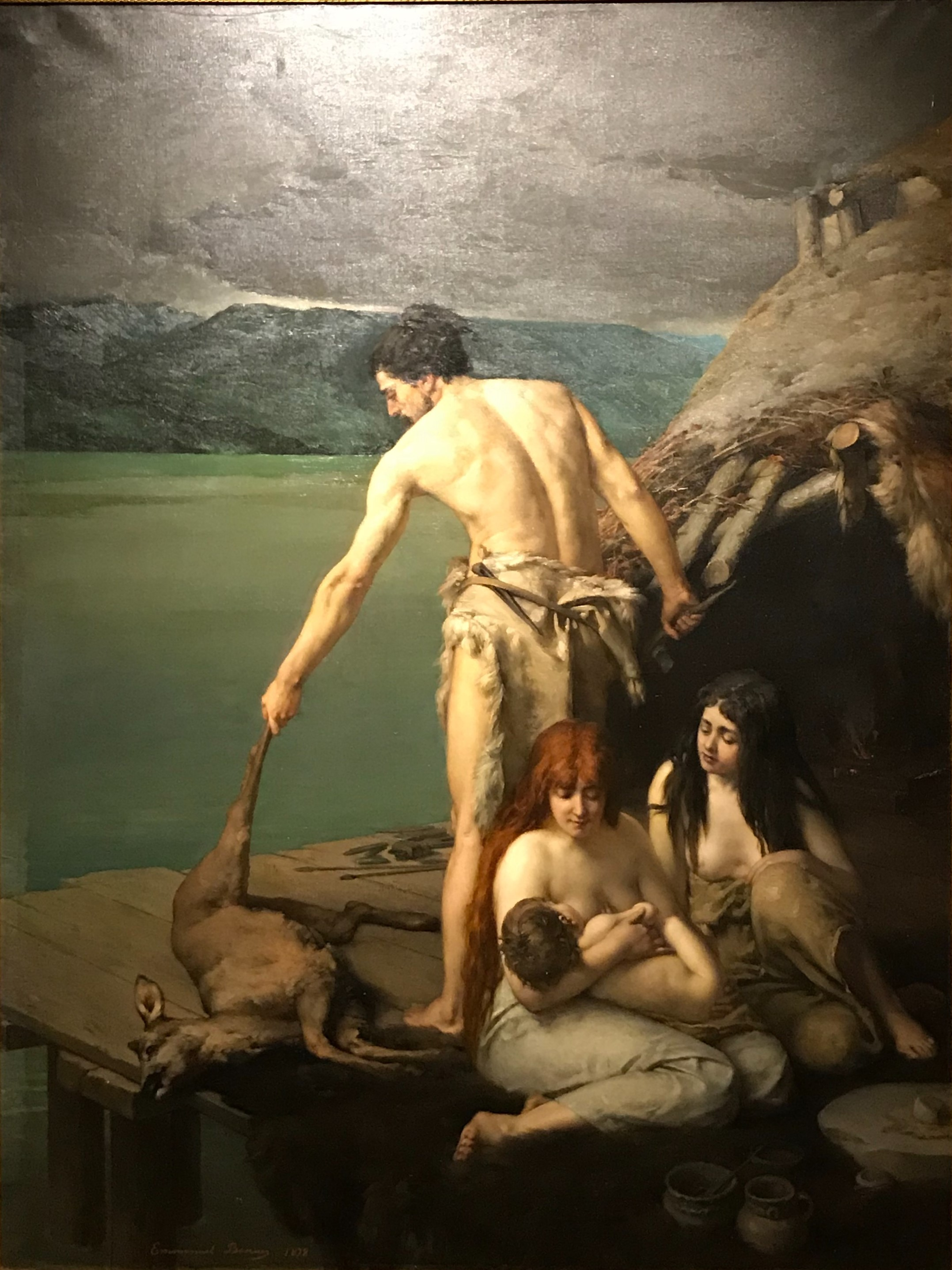
Locuință pe malul lacului (1878, Musée des Beaux-Arts din Mulhouse)
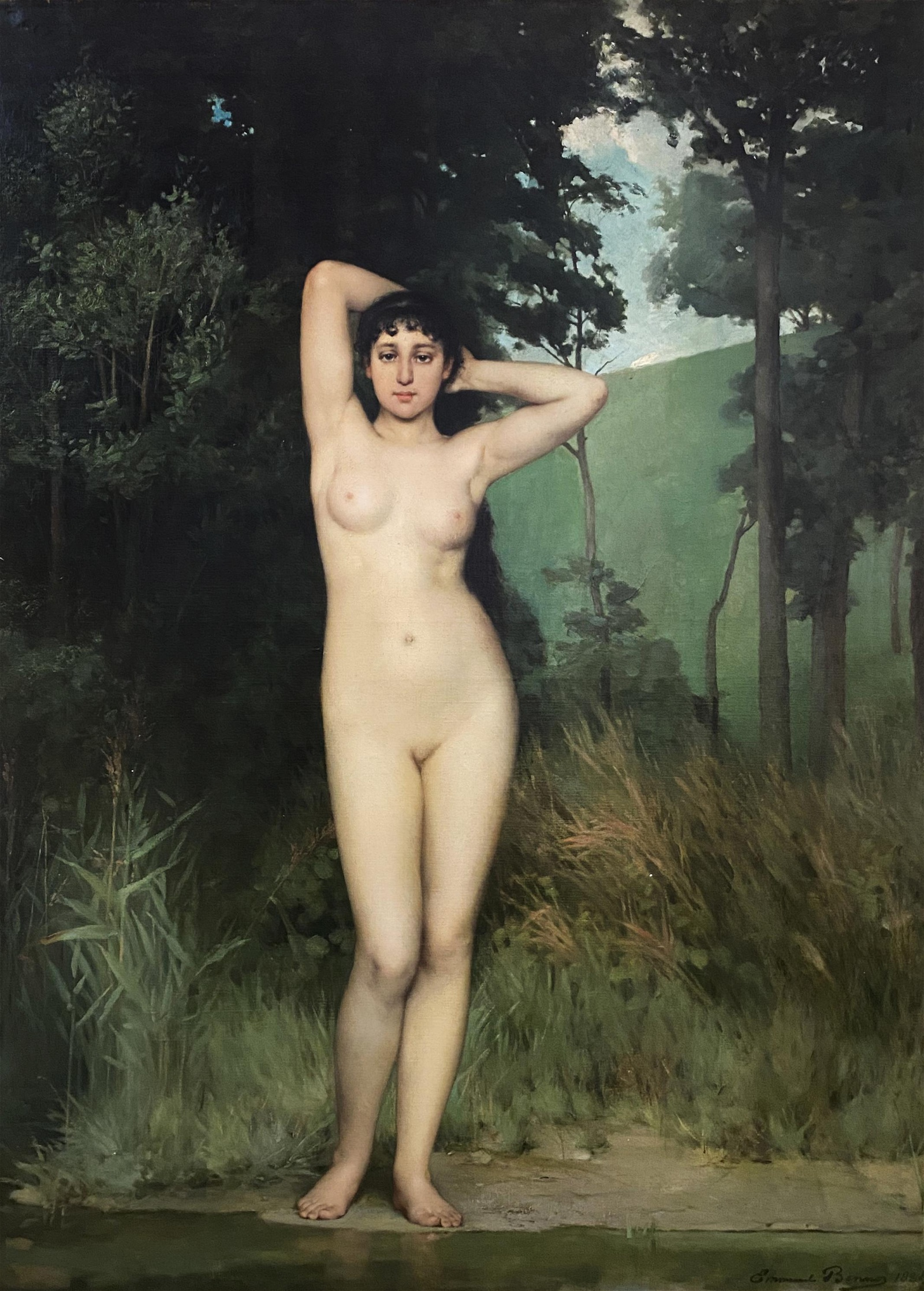
Nud de femeie lângă un râu (1884, colecție privată)
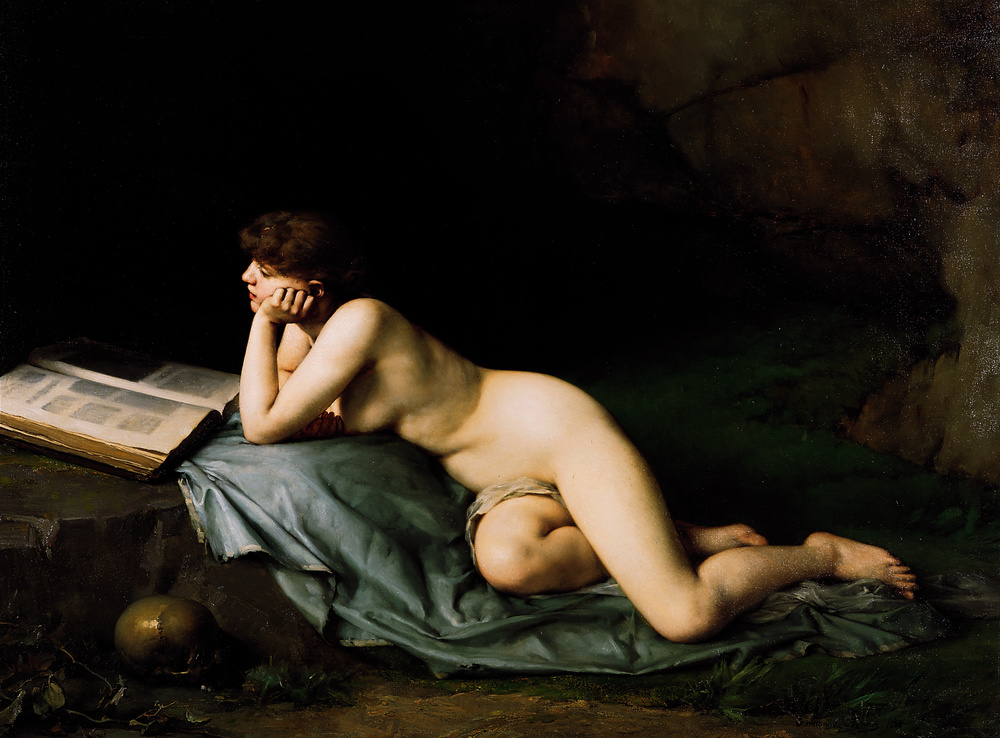
Maria Magdalena în deșert (1886, Muzeul de Artă Modernă și Contemporană din Strasbourg)
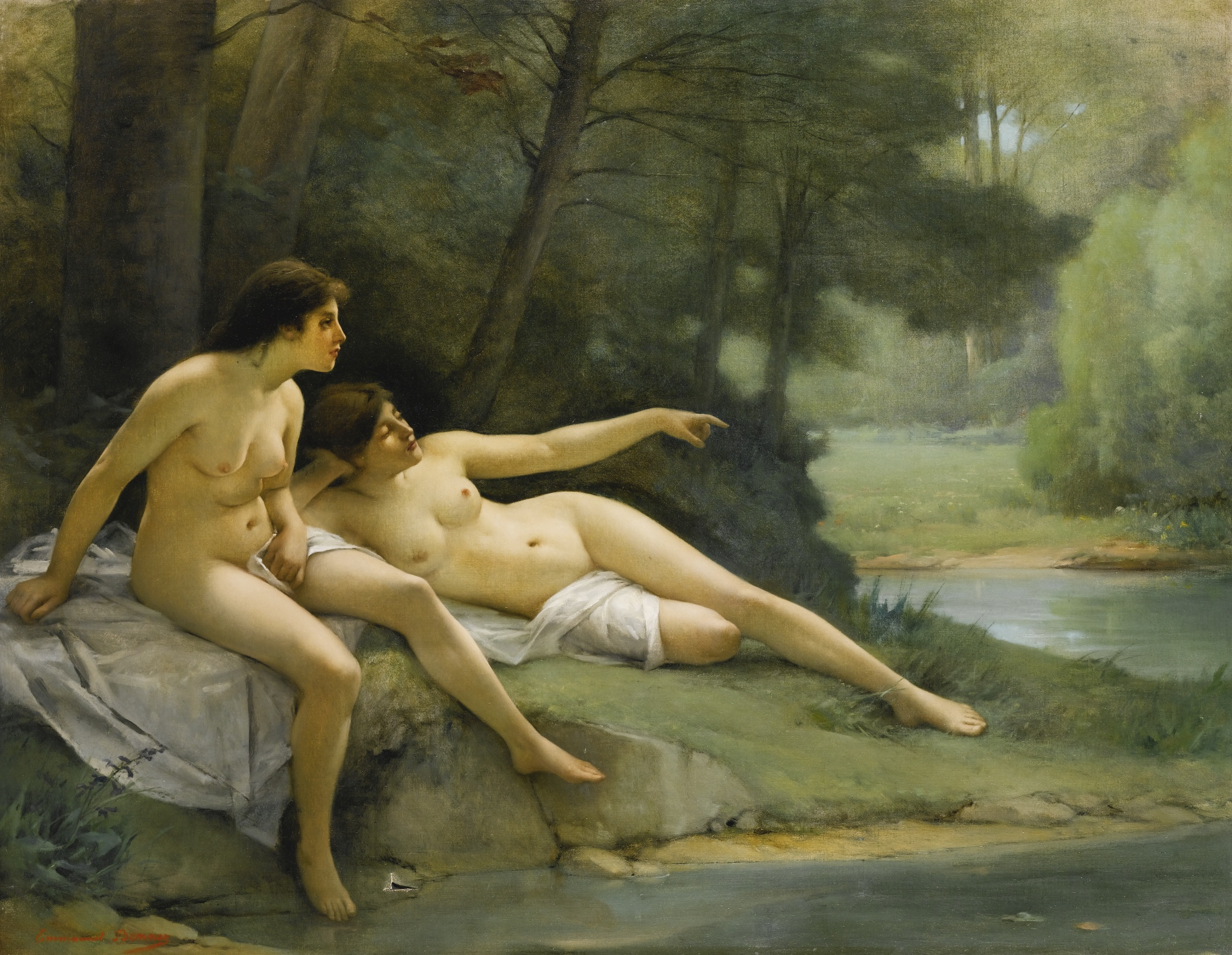
Nuduri în pădure (nedatată, colecție privată)
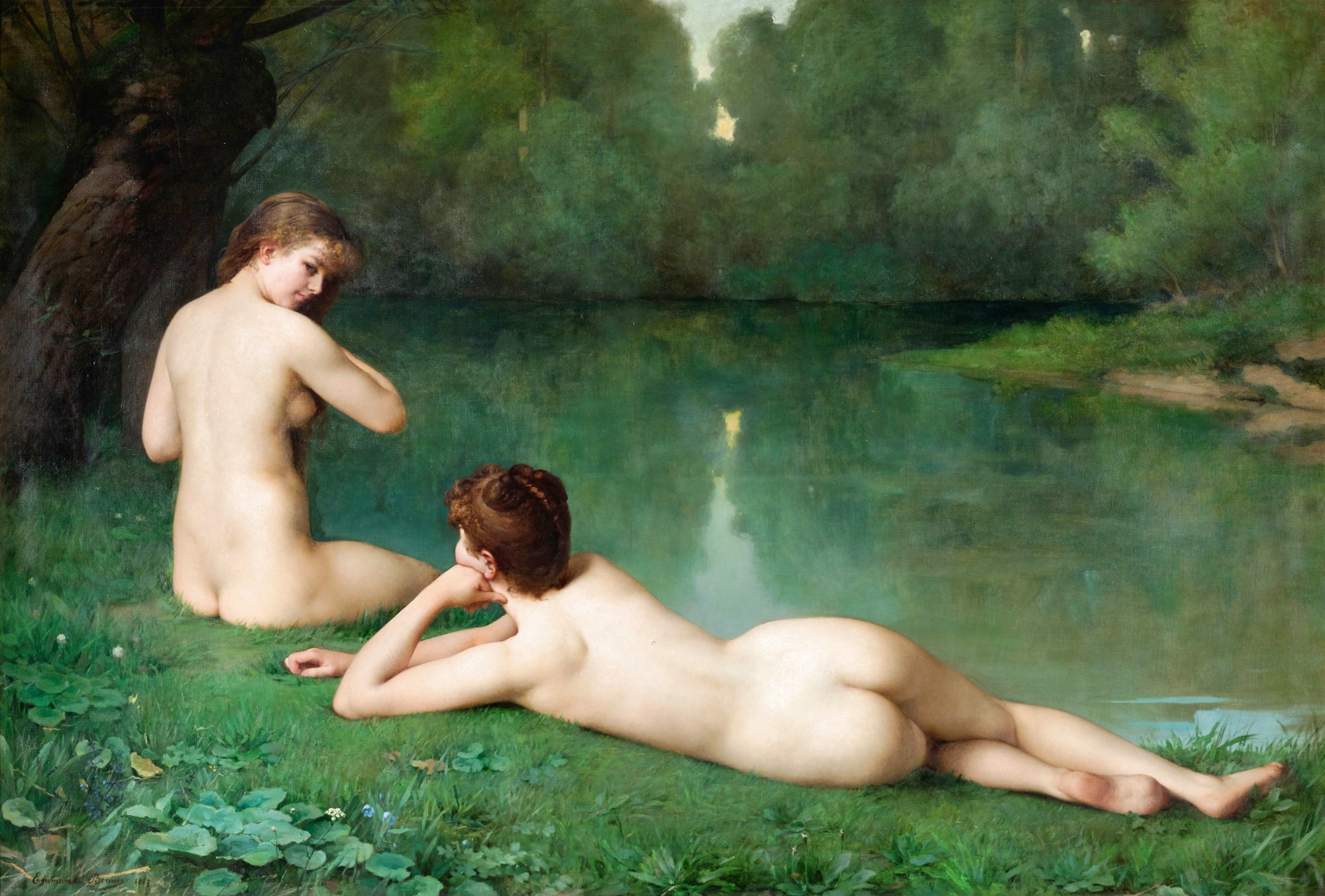
Pe malul apei (1887, colecție privată)
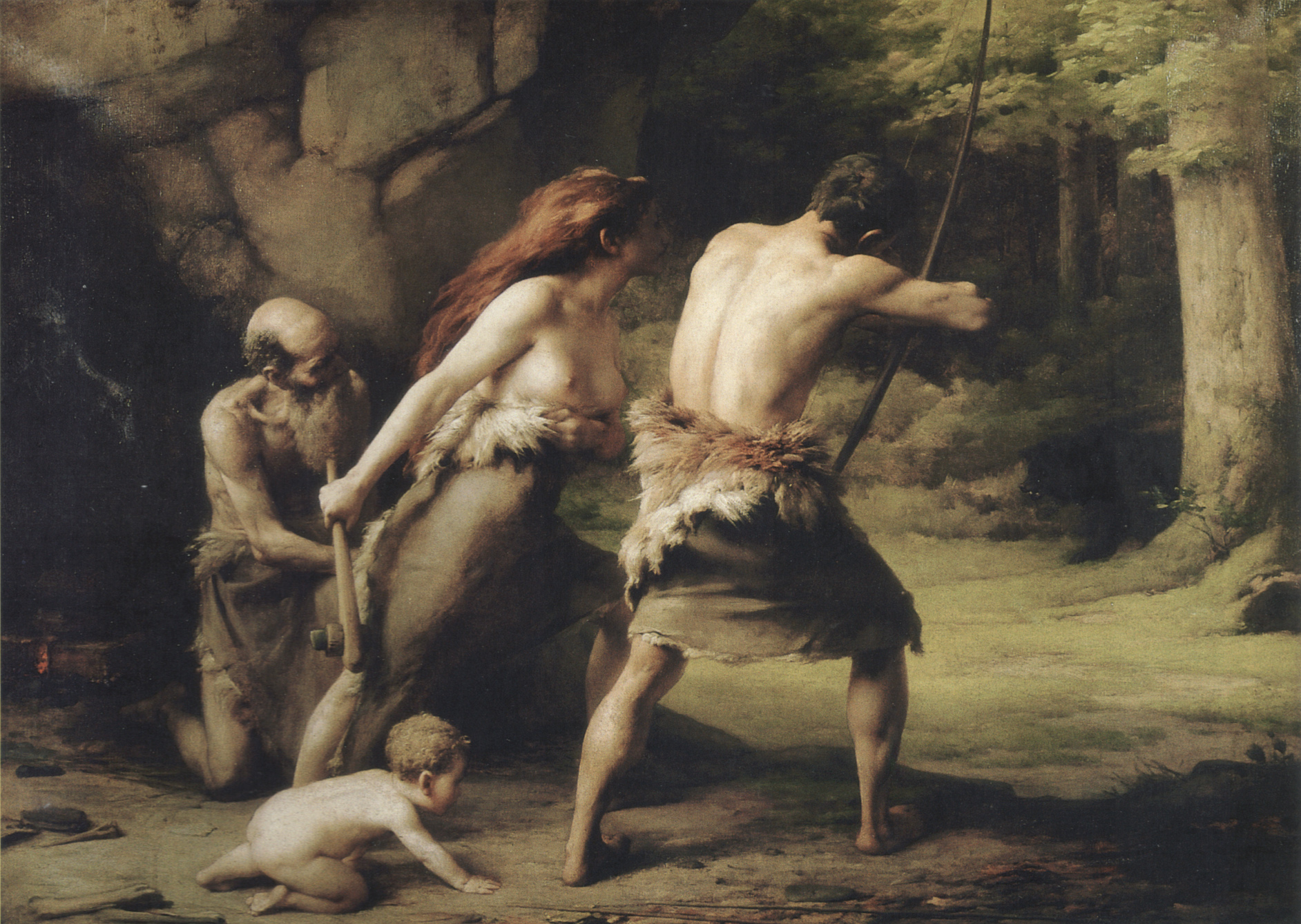
O familie în epoca de piatră (1892,Muzeul Unterlinden)
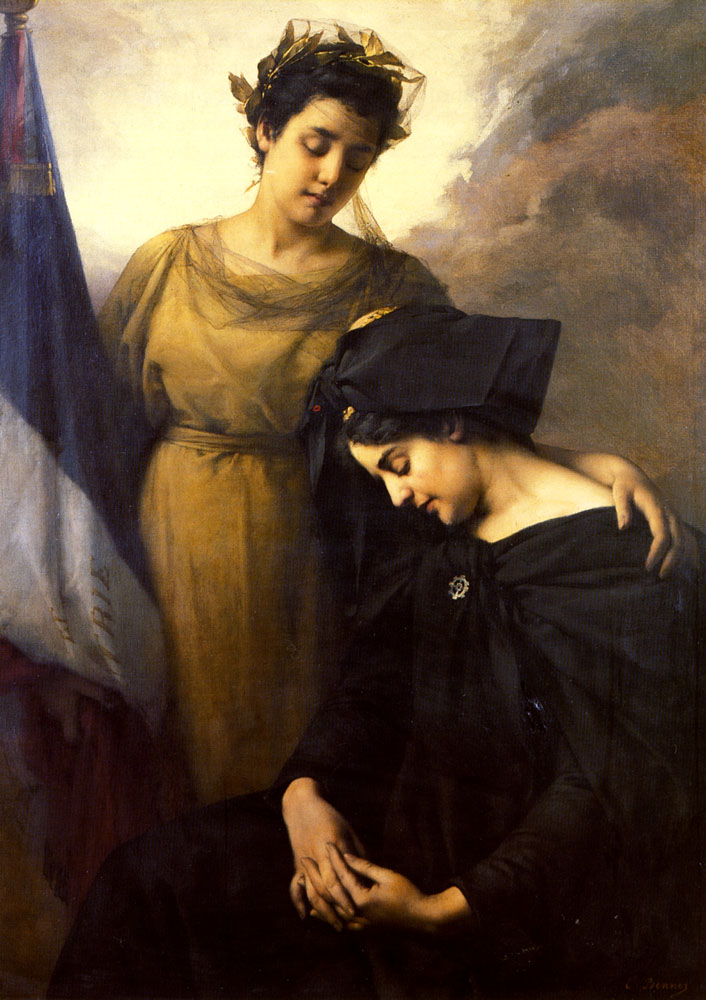
Pierderea Alsaciei-Lorena (1895, colecție privată)
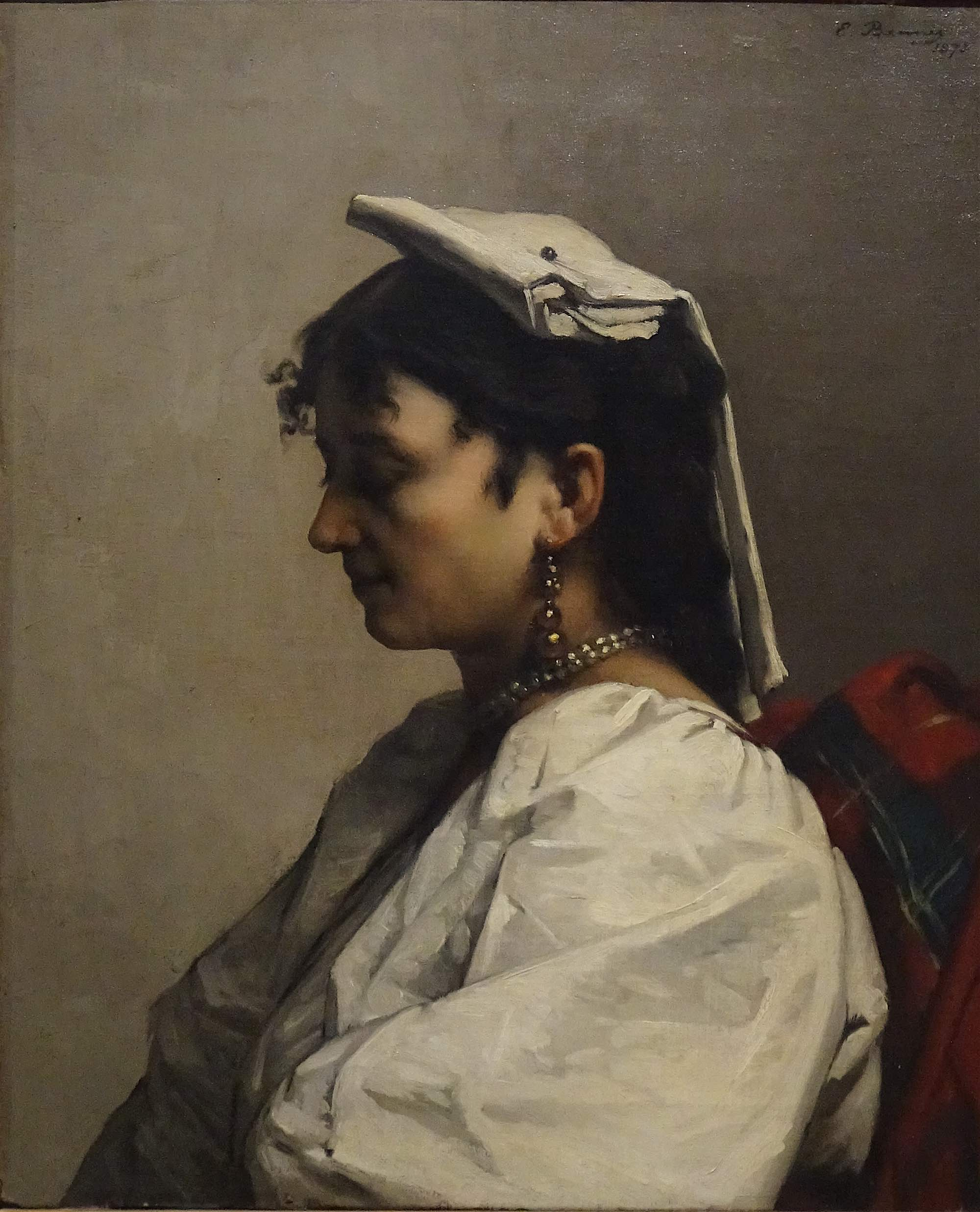
Tânără în costum dinCapri (nedatat, Musée des Beaux-Arts din Mulhouse)
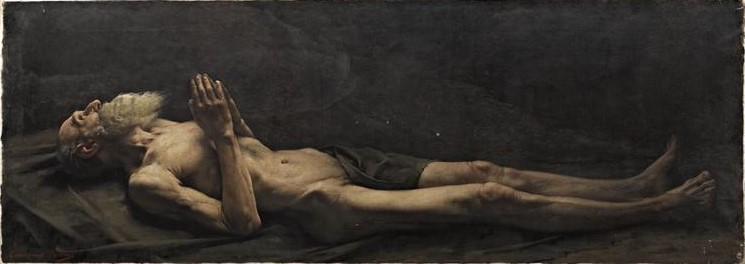
Sfântul Ieronim (nedatat, Muzeul d'Orsay)
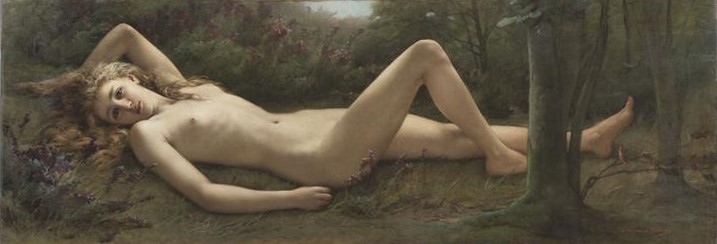
Tânără pe un pat deHeather (nedatay,Castelul de Nemours)